# 友末洋治
友末 洋治（ともすえ ようじ、1900年7月5日 - 1988年10月23日）は日本の政治家。茨城県知事を官選時代に1期、民選時代に3期にわたって務めた。

## 来歴・人物
1900年、広島県世羅郡出身。広島県師範学校を卒業後、内務省の雇となる。勤務のかたわらで日本大学に通って高等文官試験に合格し、内務省土木局に入った。その後、警察局長や東京都防衛局長を経て、1945年官選の茨城県知事となる。戦後、1947年公選の県知事選挙に出馬して当選、引き続き知事となり3期12年を務めた。在任中は町村合併や東海村への原子力発電所誘致などを進めた。また、北条町立北条中学校（現在のつくば市立筑波東中学校の前身）の開校式に出席した折に、「北条町にも高校を作ったらよいではないか。」と町当局に語り、茨城県立筑波高等学校の開校のきっかけを作った。4選を目指して岩上二郎に敗れて退任した後は、大洗町ゴルフ場の水戸カンツリークラブ社長に就任している。
1988年10月23日、脳血栓のため88歳で逝去。なお、前日には妻・マサコが同じ病院で脳軟化症のため亡くなっている。翌月に従三位が追贈された。

## 合気道との関わり
1934年頃、大阪府警察部刑事課長時代に同警察部長・富田健治の紹介で合気道創始者・植芝盛平に入門し熱心に学んだ。1940年「皇武会」（後の合気会）の財団法人認可に厚生省体力局体育課長として尽力する。合気道二代目道主・植芝吉祥丸は友末を「合気道の恩人の一人として記憶すべき」と述べている。